# Europapokal der Pokalsieger (Handball) 1975/76
Der Europapokal der Pokalsieger 1975/76 war die erste Austragung des Wettbewerbs für europäische Handball-Pokalsieger. Die 16 teilnehmenden Mannschaften qualifizierten sich in ihren Heimatländern über den nationalen Pokalwettbewerb für den von der Internationalen Handballföderation (IHF) organisierten Europapokal. Im Finale am 10. April 1976 setzte sich der spanische Vertreter BM Granollers gegen den deutschen Pokalsieger Grün-Weiß Dankersen mit 26:24 nach Verlängerung durch.

## Finalrunde

### Achtelfinale
Die Auslosung fand Ende Oktober 1975 statt. Spieltermine waren vom 14. bis 20. November (Hinspiele) sowie vom 5. bis 11. Dezember 1975 (Rückspiele).
|                       | Gesamt |                         | Hinspiel | Rückspiel |
| --------------------- | ------ | ----------------------- | -------- | --------- |
| Västra Frölunda IF    | 34:43  | BM Granollers           | 15:20    | 19:23     |
| Red Boys Differdange  | 30:55  | AHC ’31                 | 14:28    | 16:27     |
| Oppsal IF             | 36:26  | FH Hafnarfjörður        | 19:11    | 17:15     |
| East Kilbride 82 HC   | 24:78  | Progrès HC Seraing      | 17:43    | 07:35     |
| Paris Université Club | 31:27  | Hapoel Ramat Gan        | 15:14    | 16:13     |
| BSV Bern              | 46:45  | RK Roter Stern Belgrad  | 21:19    | 25:26     |
| Frederiksberg IF      | 49:36  | Sporting Lissabon       | 25:14    | 24:22     |
| UHC Salzburg          | 28:47  | TSV Grün-Weiß Dankersen | 13:28    | 15:19     |

### Viertelfinale
Die Spieltermine lagen im Januar 1976.
|                       | Gesamt |                         | Hinspiel | Rückspiel |
| --------------------- | ------ | ----------------------- | -------- | --------- |
| AHC ’31               | 42:49  | BM Granollers           | 27:31    | 15:18     |
| Progrès HC Seraing    | 11:37  | Oppsal IF               | 09:11    | 02:26     |
| Paris Université Club | 39:40  | BSV Bern                | 20:16    | 19:24     |
| Frederiksberg IF      | 30:41  | TSV Grün-Weiß Dankersen | 17:14    | 13:27     |

### Halbfinale
Die Spieltermine lagen im März 1976.
|           | Gesamt |                         | Hinspiel | Rückspiel |
| --------- | ------ | ----------------------- | -------- | --------- |
| Oppsal IF | 26:28  | BM Granollers           | 13:15    | 13:13     |
| BSV Bern  | 28:37  | TSV Grün-Weiß Dankersen | 13:15    | 15:22     |

### Finale
Das Finale wurde am 10. April 1976 im Pavelló Municipal d’Esports von Granollers ausgetragen, nachdem der deutsche Vertreter das Heimrecht verkauft hatte.
|               | Ergebnis                  |                         |
| ------------- | ------------------------- | ----------------------- |
| BM Granollers | 26:24 n. V. (21:21, 10:9) | TSV Grün-Weiß Dankersen |